# Vieux Pres
Der Ruisseau des Vieux Pres ist ein knapp zwei Kilometer langer linker Zufluss der Rotte im Département Moselle in der Region Grand Est.

## Geographie

### Verlauf
Der Ruisseau des Vieux Pres entspringt im Gemeindegebiet von Destry, beim Gewann Les Grands Portions südwestlich des Waldzipfels Fuchsheck. Er läuft zunächst in nordöstlicher Richtung und schlägt dann einen weiten Bogen nach Nordwesten. Westlich vom Bois de Kesselbach fließt ihm auf seiner linken Seite der wesentlich längere Ruisseau des Loups zu. Der Ruisseau des Vieux Pres mündet schließlich bei Suisse in die Rotte.

### Zuflüsse
- Loups (links), 3,8 km[4]